# Дубоз
Дубоз (рум. Duboz) — село у повіті Тіміш в Румунії. Входить до складу комуни Ніцкідорф.
Село розташоване на відстані 378 км на захід від Бухареста, 33 км на південний схід від Тімішоари.

## Населення
За даними перепису населення 2002 року у селі проживали 245 осіб, з них 235 осіб (95,9%) румунів. Рідною мовою 240 осіб (98,0%) назвали румунську.